# Glypta arcuata
Glypta arcuata är en stekelart som beskrevs av Dasch 1988. Glypta arcuata ingår i släktet Glypta och familjen brokparasitsteklar. Inga underarter finns listade i Catalogue of Life.